# Magda
Magda là một đô thị ở bang São Paulo của Brasil. Đô thị này nằm ở vĩ độ 20º38'38" độ vĩ nam và kinh độ 50º13'34" độ vĩ tây, trên khu vực có độ cao 526 m. Dân số năm 2004 ước tính là 3 289 người. 
Đô thị này có diện tích 312,1 km².

## Thông tin nhân khẩu
Dữ liệu dân số theo điều tra dân số năm 2000
Tổng dân số: 3.421
- Dân số thành thị: 2.728
- Dân số nông thôn: 693
- Nam giới: 1.764
- Nữ giới: 1.657

Mật độ dân số (người/km²): 10,96
Tỷ lệ tử vong trẻ sơ sinh dưới 1 tuổi (trên một triệu người): 10,70
Tuổi thọ bình quân (tuổi): 74,25
Tỷ lệ sinh (số trẻ trên mỗi bà mẹ): 1,96
Tỷ lệ biết đọc biết viết: 84,58%
Chỉ số phát triển con người (HDI-M): 0,784
- Chỉ số phát triển con người - Thu nhập: 0,704
- Chỉ số phát triển con người - Tuổi thọ: 0,821
- Chỉ số phát triển con người - Giáo dục: 0,826

(Nguồn: IPEADATA)